# Konrad Latte
Konrad Latte (* 5. Mai 1922 in Breslau; † 21. Mai 2005 in Berlin) war ein deutscher Musiker und Überlebender des Holocaust.

## Leben

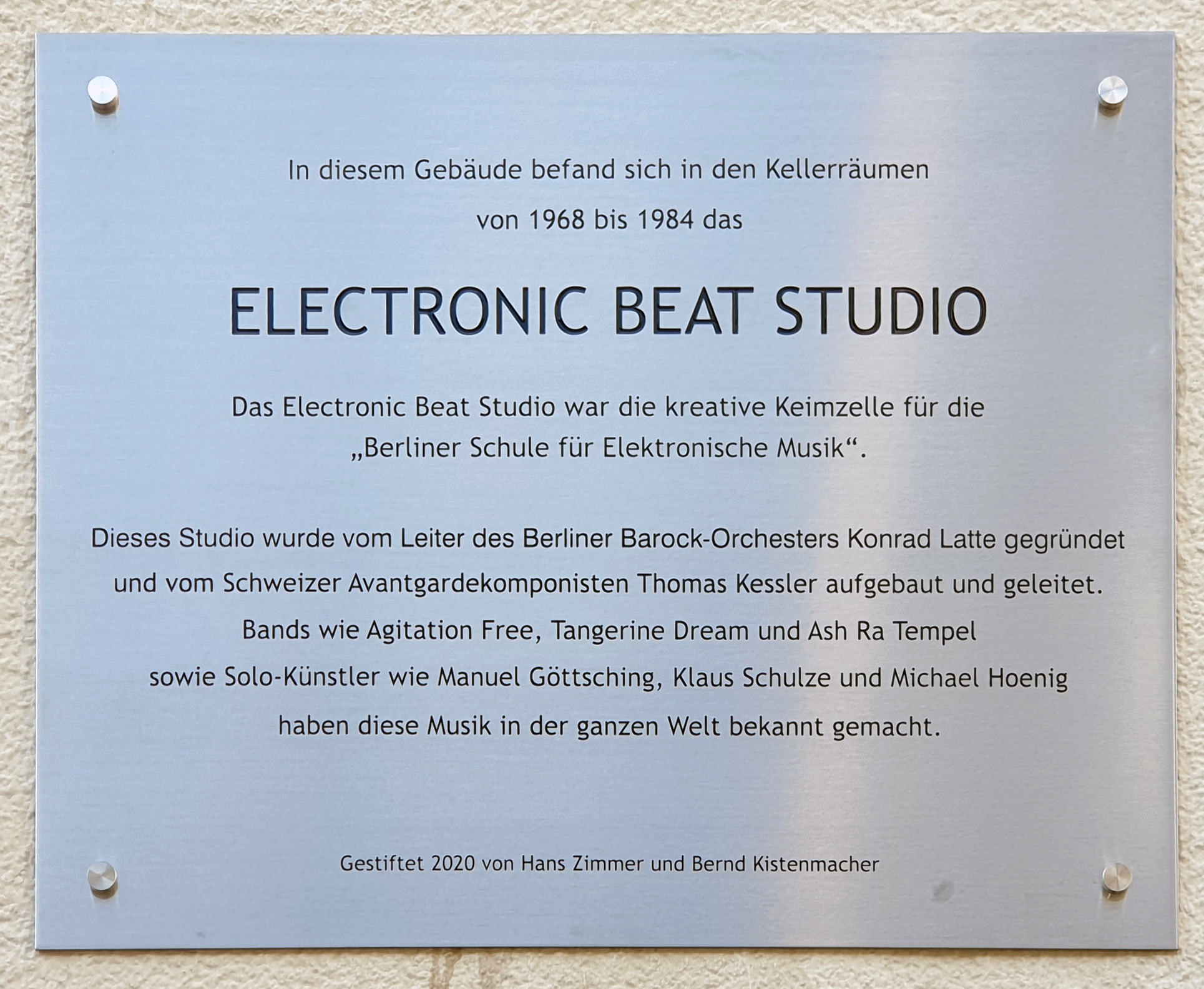
Gedenktafel am ehemaligen Electronic Beat Studio in Berlin-Wilmersdorf

Latte wuchs in einer assimilierten Familie auf. Er war Schüler von Edwin Fischer  und Leo Borchard. Nach den Nürnberger Rassegesetzen galt er jedoch als Jude und war der Verfolgung ausgesetzt. Zuletzt arbeitete er als Organist in der St.-Annen-Kirche in Dahlem. 1943 tauchte er zusammen mit seinen Eltern in Berlin unter. Während seine Schwester Gabi an Scharlach starb und seine Eltern Margarete und Manfred Latte im KZ Auschwitz ermordet wurden, überlebte Konrad Latte die Kriegsjahre im Untergrund. Unter seinen prominenten Helfern waren der Komponist Gottfried von Einem, Pfarrer Harald Poelchau, der Pianist Edwin Fischer, der Dirigent Leo Borchard, die Journalistin Ruth Andreas-Friedrich, die Schauspielerin Ursula Meißner und Anne-Lise Harich, bei der er laut den Autoren des Blauen Buches über Erich Kästner, der ihn ebenfalls unterstützte, wohnte. In der Zeit mit Anne-Lise Harich in Zehlendorf verwendete er den Decknamen Bauer. Als Tarnung trug er zudem ein Abzeichen der Deutschen Arbeitsfront.
Nach dem Krieg arbeitete Konrad Latte als Korrepetitor mit Dirigierverpflichtung in Cottbus (1949–52) und als musikalischer Oberleiter in Bautzen (1952/53). 1953 gründete er das Berliner Barock-Orchester, das er bis 1997 leitete. Zuletzt lebte er mit seiner Ehefrau Ellen in Berlin-Wannsee.